# 小川全勝
小川 全勝（おがわ ぜんしょう、1889年（明治22年）6月12日 - 1966年（昭和41年）12月10日）は、大日本帝国陸軍軍人。最終階級は陸軍少将。功四級。

## 経歴
1889年（明治22年）に鳥取県で生まれた。陸軍士官学校第24期卒業。1938年（昭和13年）3月10日に独立守備歩兵第2大隊長に就任し、7月15日に陸軍歩兵大佐に進級し、1939年（昭和14年）3月に秋田連隊区司令官に転じた。1940年（昭和15年）3月に歩兵第140連隊長（北支那方面軍・第110師団・歩兵第108旅団）に就任し、日中戦争に出動。京漢線沿線の守備を主務としつつ、晋察冀辺で討伐戦を行った。
1941年（昭和16年）11月に第54師団司令部附となり、1942年（昭和17年）10月に松江連隊区司令官を経て、1944年（昭和19年）12月に歩兵第69旅団長（第20軍・第64師団）に就任し、中国戦線に復帰。揚州周辺の警備に就いたが、1945年（昭和20年）1月21日の戦闘中に戦傷を負った。1月26日に中部軍司令部附となり、中部軍管区司令部附を経て、3月1日に陸軍少将に進級し、3月31日に松江連隊区司令官兼松江地区司令官に就任した。
1947年（昭和22年）11月28日、公職追放仮指定を受けた。